# Contea di Bomet
La contea di Bomet è una della 47 contee del Kenya situata nell'ex Provincia della Rift Valley. Al censimento del 2019 ha 
una popolazione di 875.689 abitanti. Il capoluogo della contea è Bomet. Altre città importanti sono: Sotik, Silibwet e Mulot.